# Nilton Pacheco de Oliveira
Nilton Pacheco de Oliveira, né le 26 juillet 1920 à Salvador de Bahia au Brésil et mort le 26 juin 2013 à Rio de Janeiro, est un joueur brésilien de basket-ball. 

## Palmarès
- 3e des Jeux olympiques 1948